# Marie Pavlovna Ruská (1890–1958)
Marie Pavlovna Ruská (Rusky: Великая Княгиня Мария Павловна; 18. dubna 1890, Petrohrad – 13. prosince 1958, Mainau), známá jako Marie Pavlovna mladší, byla vnučkou ruského cara Alexandra II. Byla také sestřenicí posledního ruského cara Mikuláše II. a prince Philipa, vévody z Edinburghu, manžela britské královny Alžběty II.
Její dětství bylo poznamenáno smrtí matky a otcovým vypovězením z Ruska, když se v roce 1902 oženil s ženou z lidu. Velkokněžna Marie a její mladší bratr Dmitrij, se kterým udržovala po celý život blízký vztah, vyrůstali v Moskvě u strýce Sergeje Alexandroviče a jeho manželky Alžběty, vnučky královny Viktorie.
V roce 1908 se Marie provdala za prince Viléma Švédského. Pár měl spolu jediného syna, prince Lennarta, vévodu ze Smålandu, pozdějšího hraběte Lennarta z Wisborgu. Manželství byl nešťastné a v roce 1914 skončilo rozvodem. Během první světové války sloužila až do pádu ruské monarchie v únoru 1917 jako zdravotní sestra. V září 1917 se během období ruské prozatímní vlády provdala za Sergeje Puťjatina. Měli spolu jednoho syna, prince Romana Sergejeviče Puťjatina, který zemřel v dětství. Pár v červenci 1918 uprchl přes Ukrajinu z revolučního Ruska.
V exilu žila Marie krátce v Bukurešti a Londýn̟, v roce 1920 se usadila v Paříži. Ve dvacátých letech otevřela Kitmir, módní ateliér, který dosáhl určitého úspěchu. V roce 1923 se rozvedla s druhým manželem a po prodeji Kitmiru v roce 1928 emigrovala do Spojených států. Zatímco žila v New Yorku, publikovala své paměti: The Education of a Princess (Vzdělání princezny) (1930) a A Princess in Exile (Princezna v exilu) (1932).
V roce 1942 se velkokněžna Marie Pavlovna přestěhovala do Argentiny, kde strávila druhou světovou válku. Do Evropy se natrvalo vrátila v roce 1949. Zemřela v Kostnici v Západním Německu v roce 1958.

## Dětství

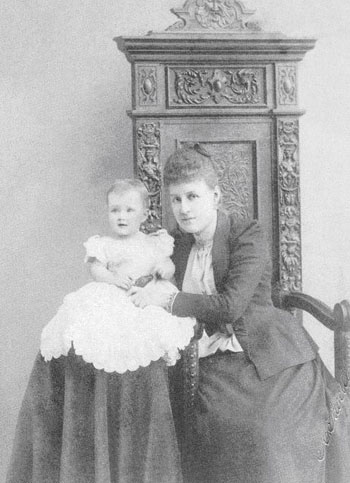
Malá Marie Pavlovna se svou matkou Alexandrou.

Velkokněžna Marie Pavlovna se narodila 18. dubna 1890 v Petrohradu jako první dítě a jediná dcera velkoknížete Pavla Alexandroviče a jeho první manželky velkokněžny Alexandry Georgijevny Ruské, rozené princezny Alexandry Řecké a Dánské. Novorozeně bylo pojmenováno po své zesnulé babičce, carevně Marii Alexandrovně, a tetě a kmotře, carevně Marii Fjodorovně. Marii nebyly ani dva roky, když její matka zemřela na komplikace po porodu syna Dmitrije v roce 1891. Velkokníže Pavel byl tak zdrcen náhlou smrtí své mladé manželky, že zanedbával své dvě malé děti, o než se poté staral jejich bezdětný strýc Sergej Alexandrovič. Jakmile se emocionálně vzpamatoval, vzal si Pavel své děti zpátky. Velitel carské jezdecké stráže, velkokníže Pavel, své děti miloval, ale, jak bylo na tu dobu obvyklé, upustil od spontánních projevů náklonnosti. Marie a její bratr byli vychováváni guvernantkami a soukromými učiteli, zbožňovaný otec je však dvakrát denně navštěvoval. Vánoce a později některé letní prázdniny trávily děti se strýcem Sergejem a jeho manželkou Alžbětou. Pár vyčlenil ve svém venkovském domě Ilinskoe pro děti hernu a ložnice.
Dětství strávila Marie Pavlovna obklopená nádherou. Její rané vzpomínky zahrnovaly velkolepé paláce a líné venkovské statky obývané armádami služebnictva. Do šesti let uměla Marie špatně rusky, protože její guvernantky i nejbližší příbuzní mluvili anglicky. Později měla jinou guvernantku, slečnu Hélène, která ji učila francouzsky a zůstala s ní až do jejího sňatku. V sedmi letech odcestovala svým osobním autem doprovázena guvernantkou do Německa a Francie. O nedělích jí bylo s bratrem dovoleno hrát si s dětmi z aristokratických rodin. Vyrůstající bez matky a s častou absencí otce, vytvořili si sourozenci Marie a Dmitrij velmi blízký vztah.

## Vzdělání

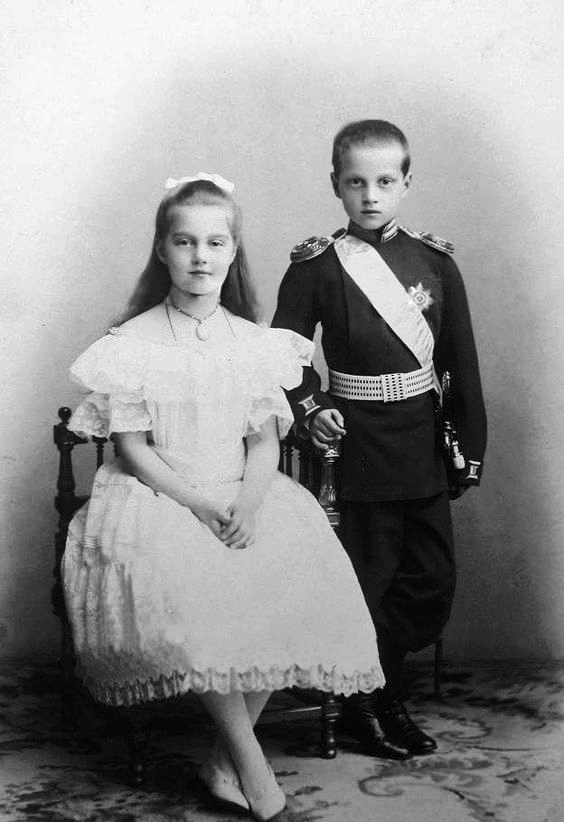
Velkokněžna Marie Pavlovna a její bratr velkokníže Dmitrij Pavlovič

V roce 1895 si začal velkokníže Pavel poměr s vdanou ženou, Olgou Valerianovnou Palejovou. Zařídil jí rozvod a v roce 1902 se s ní v zahraničí oženil. Sňatkem se dostal do sporu s Mikulášem II., který mu zakázal návrat do Ruska. Dvanáctiletá Marie a jedenáctiletý Dmitrij byli svěřeni do péče velkoknížete Sergeje a jeho manželky Alžběty, sestry carevny Alexandry. Marie s Dmitrijem strýce s tetou nesnášeli a obviňovali je z toho, že je nutí žít od otce, který je opustil. Velkokníže Sergej byl přísný a náročný, vůči dětem však oddaný a láskyplný. Marie ve svých pamětech napsala: „svým způsobem nás hluboce miloval. Rád nás měl na blízku a věnoval nám hodně času. Vždycky na nás ale žárlil. Kdyby věděl v jaké míře jsme byli oddáni našemu otci, naštvalo by ho to.“ Marie Pavlovna také uvedla, že nemůže zcela nesouhlasit s těmi, kteří si mysleli, že je velkokníže Sergej bezcitný, sobecký a krutý. Marie měla také poněkud napjatý vztah se svou tetou. Velkokněžna Alžběta měla k dětem složitý vztah, chovala se k nim chladně a vzdáleně. Dospívající Marie Pavlovna byla svou tetou, velkokněžnou Marií Georgijevnou Ruskou popsána jako „plná života a velmi veselá, inklinovala však k tvrdohlavosti a sobeckosti, a bylo obtížné s ní jednat.“
Velkokníže Sergej, generální guvernér Moskvy, byl rozporuplnou postavou. V únoru 1905 byl na něj spáchán bombový atentát, kterému podlehl. Atentátník upustil od dřívějšího útoku, protože viděl, že v kočáře byla velkokněžna Alžběta spolu s patnáctiletou Marií a jejím mladším bratrem Dmitrijem a nechtěl zabíjet ženy a děti. Po zavraždění strýce byly obě děti emocionálně zdrceny, zvláště Dmitrij. Velkokníže Pavel si nárokoval své děti do své péče, car však jmenoval jejich opatrovníkem tetu Alžbětu. Velkoknížeti Pavlovi bylo dovoleno děti navštívit, ne však se vrátit natrvalo do Ruska. Po smrti manžela začala velkokněžna Alžběta litovat špatného zacházení s dětmi a přiblížila se k nim.

## První sňatek

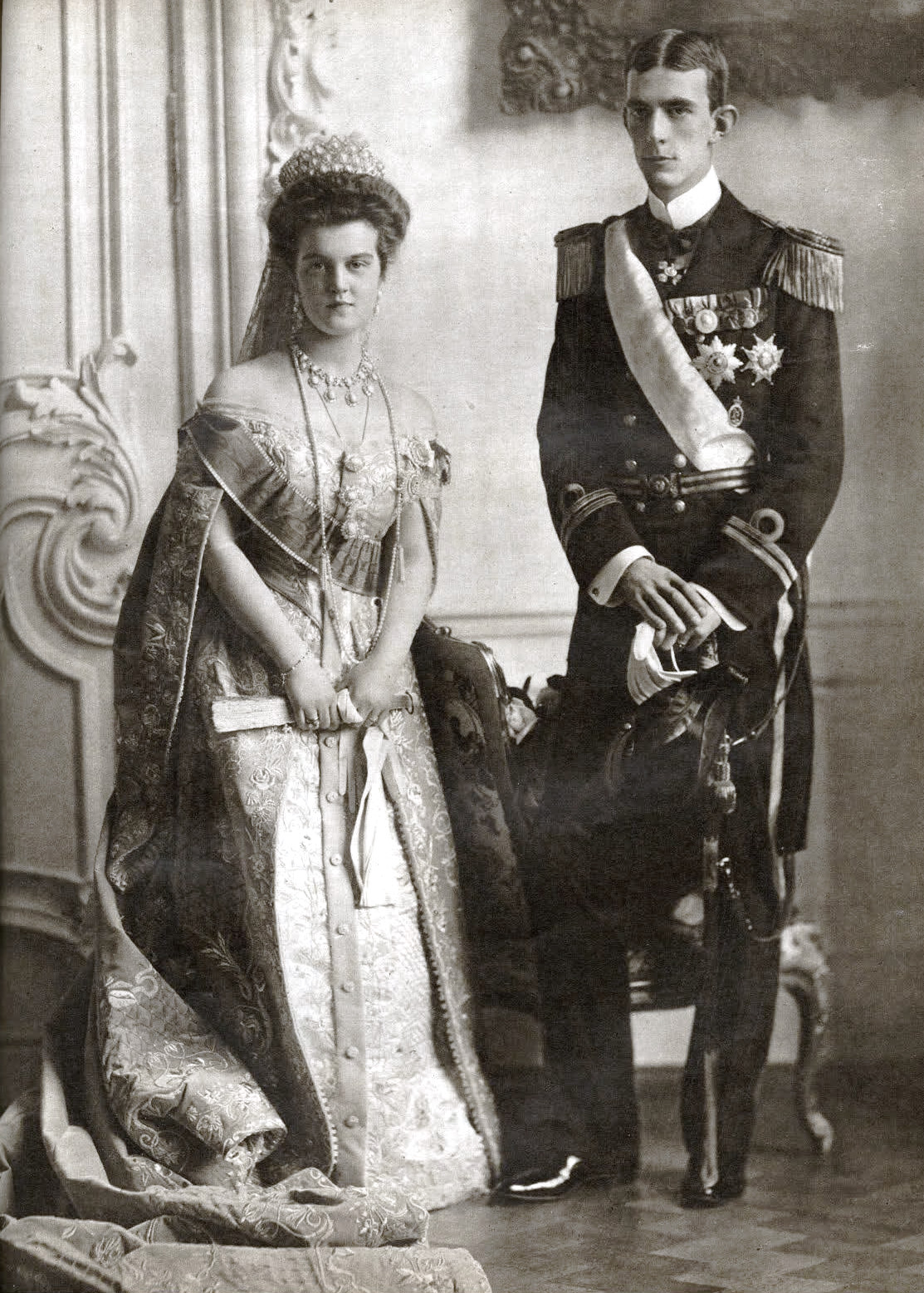
Marie Pavlovna a princ Vilém Švédský v době jejich sňatku, 1908.

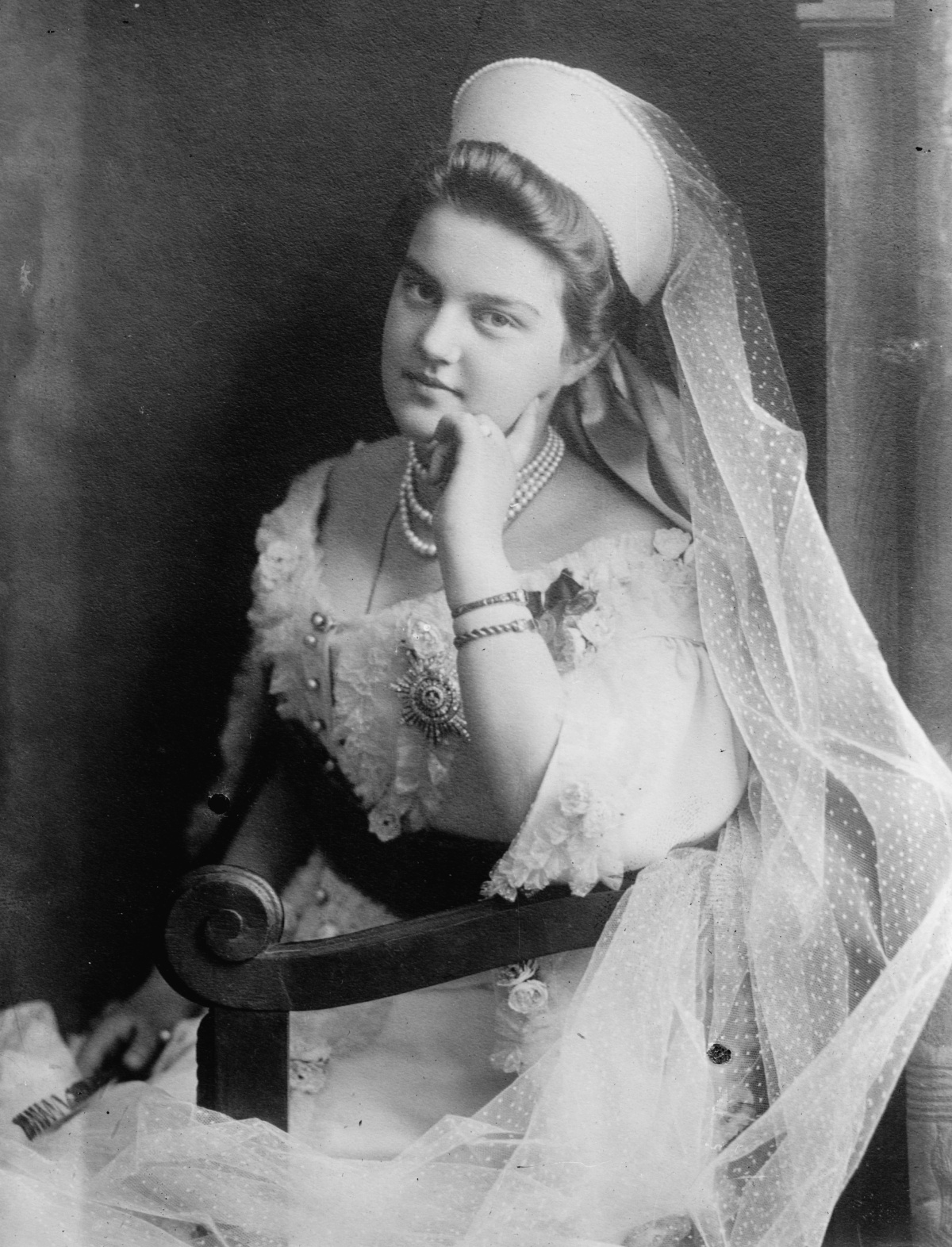
Velkokněžna Marie Pavlovna oblečená v tradičních šatech dam u ruského carského dvora

Během příštích dvou let se Mariina teta obrátila k náboženství a charitativní činnosti. Velkokněžna Alžběta plánovala odejít ode dvora a zformovat náboženský řád a rozhodla se najít manžela pro svou neteř. Krátce po Velikonocích 1907 navštívil Petrohrad princ Vilém Švédský, druhorozený syn krále Gustava V. a Viktorie Bádenské, a byl přestaven šestnáctileté Marii Pavlovně. Marie byla baculatá, zlomyslná a pyšná. Princ byl vysoký, hubený, tmavý a skvěle vypadající „s krásnýma šedýma očima“, vzpomínala Marie. Zůstal na večeři a následujícího dne Marii řekli, že si ji chce vzít. Marie pod tlakem své tety dala rychlou souhlasnou odpověď a náhle byla zasnoubená s mužem, kterého znala jen několik hodin. Oficiální zasnoubení bylo oznámeno v červnu 1907 v Petrodvorci.
Maria Pavlovna později napsala, že cítila, že ji její teta vrhla do manželství. V té době si však užívala pozornosti a toužila uprchnout z dětského pokoje. „Pak budeme moci cestovat společně,“ napsala Vilémovi po zasnoubení. „A žít tak, jak si přejeme, a přizpůsobovat se sobě. Těším se na nádherný život – život plný lásky a štěstí, přesně jak jste mi popsal ve svém posledním dopise.“
Manželství mělo pozitivní politické a diplomatické důsledky pro Rusko i Švédsko a tak s ním car Mikuláš II. souhlasil. S velkoknížetem Pavlem, otcem nevěsty, se nikdo neradil.
Z Petrodvorce Marie odjela na venkovský statek velkokněžny Alžběty v Ilinskoe u Moskvy, kam se k nim na měsíc připojil princ Vilém, než odjel do Ameriky. Mladý pár si zachoval důvěrnost prostřednictvím dopisů. Marie si namlouvala, že je zamilovaná: „Je krásné mít někoho, dokonce i daleko, kdo tě miluje víc než cokoli jiného a koho miluješ víc než všechny na Zemi“, napsala mu. V říjnu se Vilém vrátil do Ruska a připojil se k velkokněžně Marii a jejímu bratrovi Dmitrijovi, kteří představili švédského prince svému otci, velkoknížeti Pavlovi, kterému bylo dovoleno vrátit se do Ruska na svatbu své dcery, která se měla uskutečnit poté, co dívka v dubnu následujícího roku dosáhne osmnácti let. Při Vilémově odjezdu mu Marie napsala: „Miluji tě, každý den, každou hodinu víc a víc. Přála bych si, aby už byl duben, jak by to bylo krásné“. Ve svých pamětech, které napsala o více než dvacet let později učinila odlišná tvrzení: „Viléma jsem v jistém smyslu pouze využila k získání svobody“. Jak se blížil svatební den, začala mít pochybnosti a chtěla zásnuby zrušit, ale princezna Irena Hesensko-Darmstadtská, která byla na návštěvě u své sestry, velkokněžny Alžběty Fjodorovny, ji přesvědčila o opaku. Brzy se Marie Pavlovna opět nadšeně těšila na nový život. Svatba se uskutečnila v Carskoje Selu 3. května 1908; nevěstě bylo osmnáct a ženichovi dvacet čtyři let.

## Švédská princezna

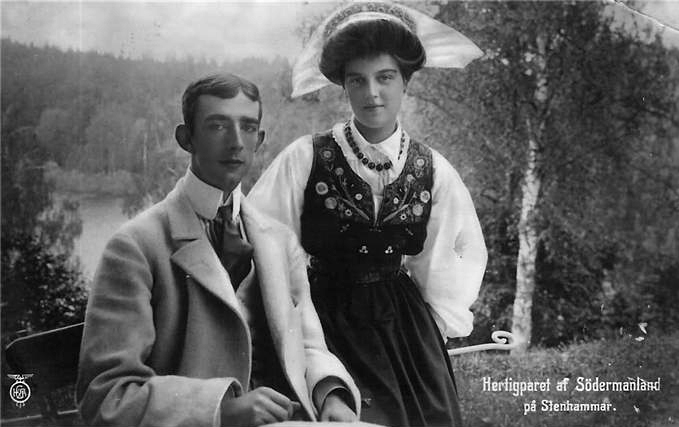
Vévoda a vévodkyně ze Södermanlandu. Marie Pavlovna je oblečená v tradičních švédských šatech.

Po líbánkách v Německu, Itálii a Francii dorazili novomanželé do Švédska, kde na ně ve Stockholmu čekala oficiální slavnostní recepce s vlajícími státními vlajkami Ruska a Švédska. Na začátku vypadalo manželství jako zdařilé. Pár se usadil v domě na švédském venkově v provincii Södermanland. Léto trávili tam, v říjnu se vraceli do Stockholmu. Marie přidala k pěti jazykům jimiž hovořila, švédštinu, a stala se ve své nové zemi oblíbenou. Švédové cítili, že pracovala tvrději než její manžel. Velmi rád ji měl její tchán Gustav V., který ocenil její „prudkost, šarm a nekonvenčnost.“ Marie Pavlovna, ve Švédsku známá jako vévodkyně ze Södermanlandu, na podzim otěhotněla, ale rychle si uvědomila, že má s manželem málo společného. Jejich vztah byl chladný. Neměla o něj velký zájem a on o ni. Jejich jediné dítě, syn Lennart, se narodilo 8. května 1909.
Na podzim 1910 se Marie s manželem a synem přestěhovala do Oak Hill, domu, který si pro sebe nechala postavit mimo Stockholm. Marie chodila lovit, navštěvovala koňské dostihy, provozovala zimní sporty a dokonce hrála pozemní hokej v týmu své švagrové, korunní princezny Markéty z Connaughtu. Přihlásila se na uměleckou školu a chodila na hodiny malby a zpěvu.

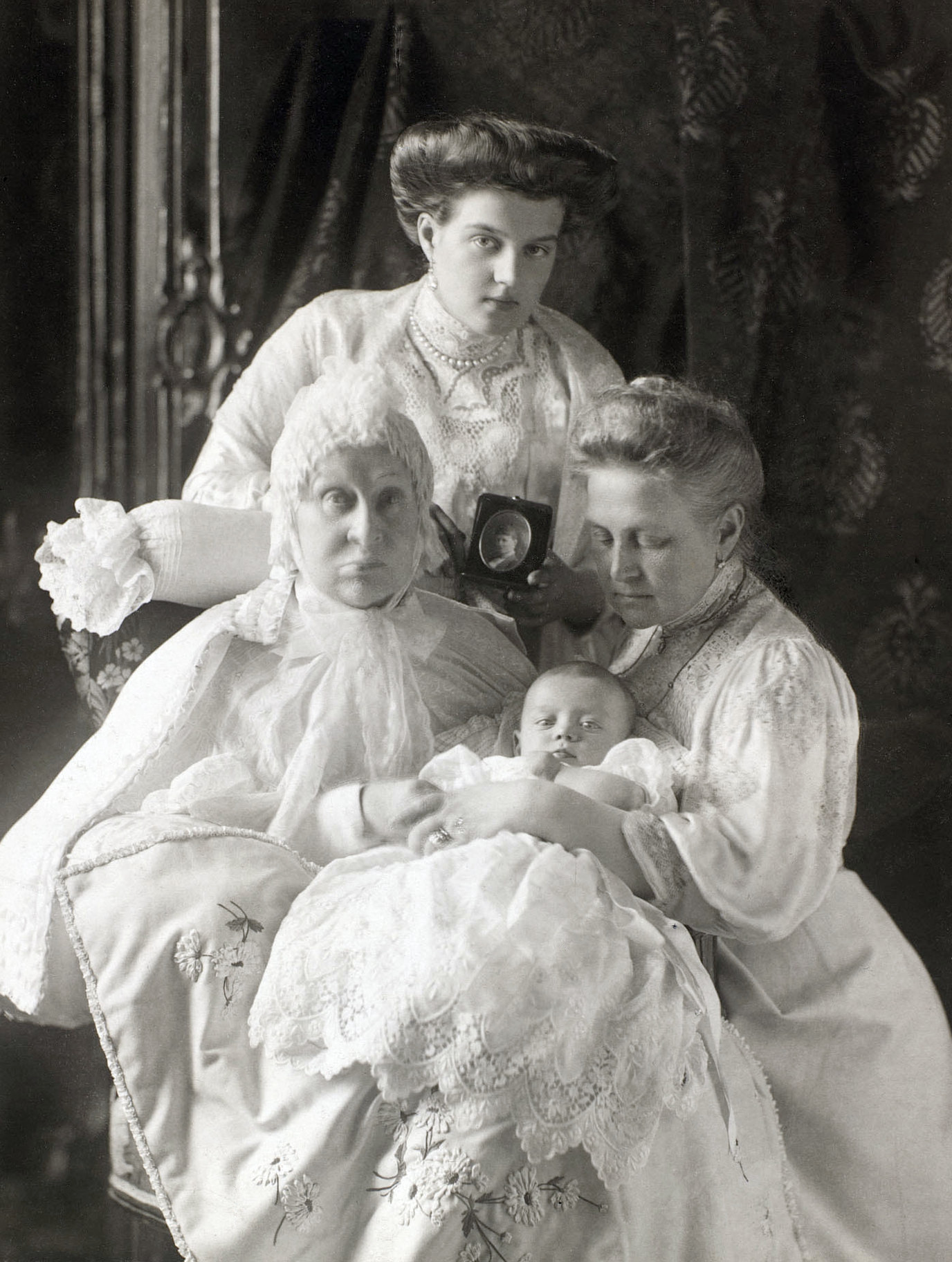
Velkokněžna Marie Pavlovna se svým malým synem Lennartem, babičkou královnou Olgou Řeckou, prababičkou velkokněžnou Alexandrou Josifovnou Ruskou a portrétem své zemřelé matky velkokněžny Alexandry Ruské, 1909.

Marie si občas hrála se svým synem, který si pamatoval, jak jí seděl na klíně, když se klouzali po schodech na velkém stříbrném podnose. Také pro Lennarta psala a ilustrovala abecední knihu, která byla vydána v roce 1912. Život u švédského dvora však Marii omezoval stejně jako život v Rusku. Její manžel měl na ní, jako námořní důstojník jen málo času. Shledala ho „chladným, plachým a lhostejným“, a když se k němu pokusila přiblížit, odešel od ní v slzách. Na konci října 1911 byl mladý pár vyslán na cestu do Jihovýchodní Asie, aby reprezentoval Švédsko na korunovaci krále Siamu. Marie měla příležitost setkat se s jinými muži. Král Vajiravudh a vévoda z Montpensier se jí začali dvořit a ona si flirt užívala. Vztah páru se ještě více ochladil. Marie manželovi řekla, že se chce rozvést. Byl zdrcen jejím rozhodnutím a prosil ji, aby dala jejich manželství ještě šanci, „ale protože z většiny našeho neúspěchu vinil mě, nepokročili jsme“, napsala Marie.

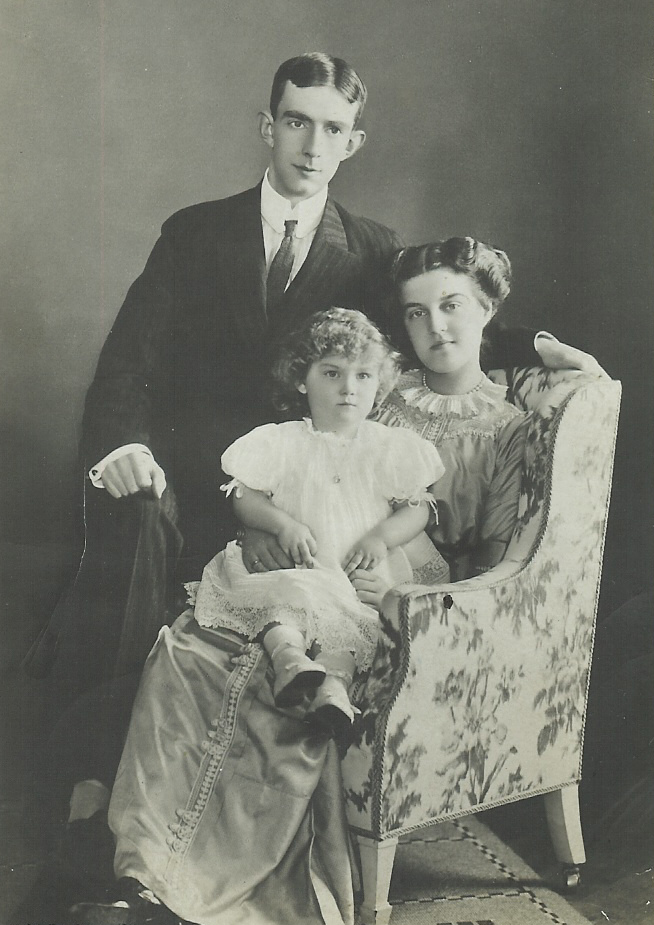
Marie Pavlovna, princ Vilém a syn Lennart, 1911.

Na jaře 1912 Marie přijala svého bratra Dmitrije, který přijel do Švédska, aby se zúčastnil olympijských her. Znovu se setkali v roce 1913, když Marie přijela do Ruska, aby se zúčastnila třísetletého výročí dynastie Romanovců. Na dvorském plese v Moskvě spolu tančili sedm tanců za sebou až car poslal štolbu, aby je oddělil.
Když se vrátila do Stockholmu, lékaři tvrdili (nepravdivě, jak se ukázalo), že má Marie Pavlovna vážné onemocnění ledvin a v zimě 1913–14 ji poslali na Capri, aby se zotavila. Byla tam předchozí zimu jako společnice své nemocné tchyně, švédské královny. Později tvrdila, že jí královnin osobní lékař Axel Munthe dělal sexuální návrhy a tak se rozhodla se na Capri nevrátit. Místo toho se zastavila v Berlíně, kde se k ní připojil její bratr. Spolu pak pokračovali do Paříže. Chtěla, aby jí otec pomohl k rozvodu. O několik desetiletí později popsala hrůzu, kterou cítila vůči švédské královské rodině kvůli jejich neomezené podpoře Muntheho, jako hlavní důvod, proč od nich uprchla a podala žádost o rozvod s princem Vilémem. Ve dvaadvaceti letech cítila, že budoucnost vypadá beznadějně a poznamenala si do svého deníku: „Děsivá myšlenka – rok co rok s tímto mladým geezerem [starší člověk] a obklopena tou idiotskou rodinouǃ Můj Božeǃ“
Příbuzní v Rusku i ve Švédsku považovali rozvod za nevyhnutelný a 13. března 1914 bylo její manželství oficiálně rozpuštěno, to bylo ještě potvrzeno nařízením vydaným Mikulášem II. dne 15. července 1914. Marie zanechala svého syna ve Švédsku v péči jeho otce. Byl vychováván především svou babičkou z otcovy strany a v následujících letech vídal svou matku jen zřídka. V dospělosti Lennart řekl, že jeho vztah s matkou byl odměřený.
V Paříži velkokněžna Marie Pavlovna obnovila vztahy se svým otcem, který jí poskytl tři nevlastní sourozence. Marie Pavlovna studovala v malířské škole, a pak odcestovala do Itálie a Řecka. Na jaře 1914, ve čtyřiadvaceti letech, se vrátila do Ruska. Žila v blízkosti mladšího bratra Dmitrije, k němuž byla citově silně připoutaná. Dmitrij, který byl znepokojen její silnou potřebou být s ním, se od sestry trochu distancoval, čímž ji hluboce zranil. O několik měsíců později vypukla první světová válka.

## První světová válka a druhé manželství

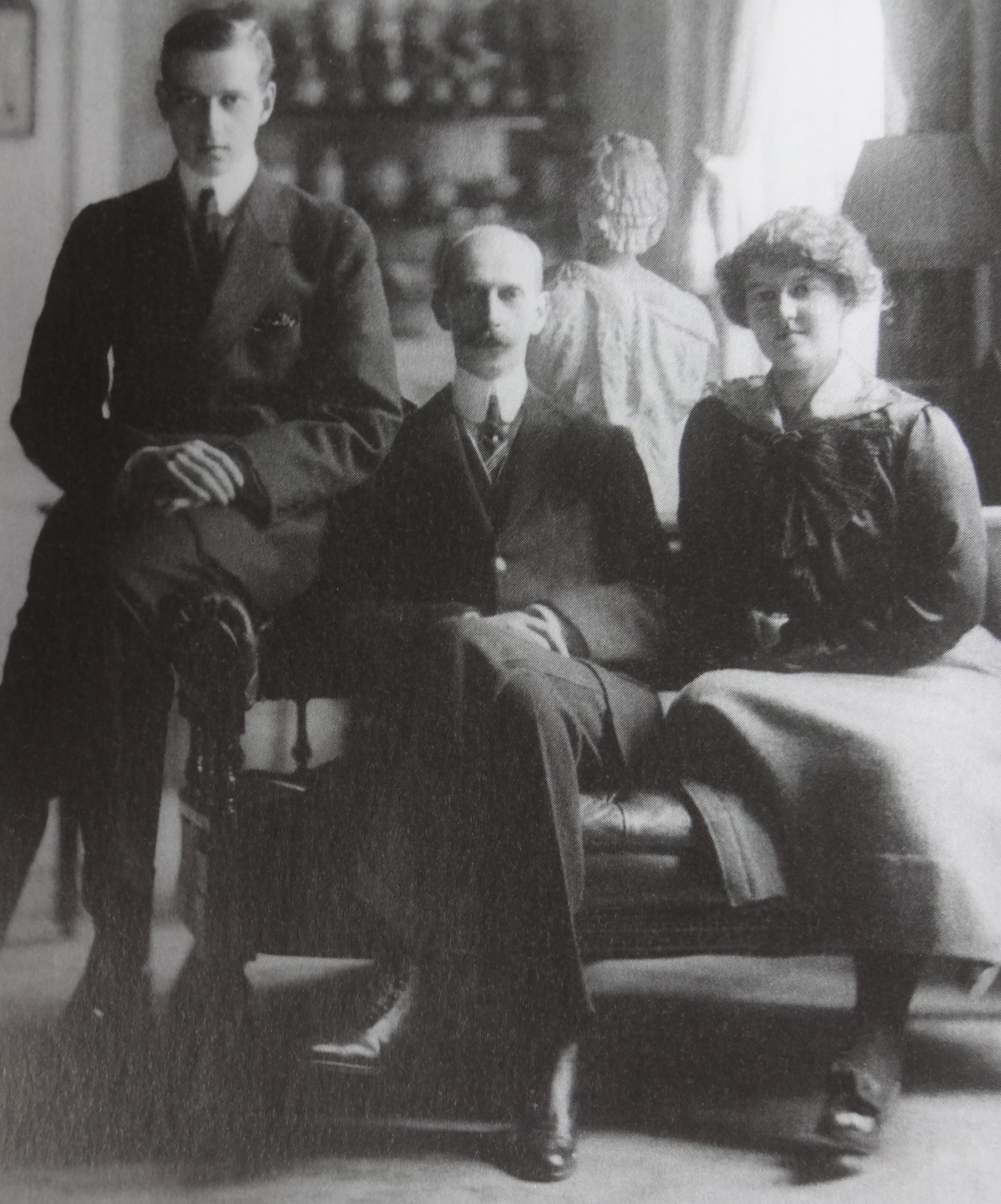
Velkokníže Dmitrij Pavlovič a velkoknežna Marie Pavlovna s jejich otcem velkoknížetem Pavlem Alexandrovičen. Paříž. 1914.

S vypuknutím první světové války se Marie Pavlovna vyškolila na zdravotní sestru. S velkokněžnou Helenou Srbskou byla poslána na severní frontu v Instenburgu ve východním Prusku pod velením generála Paula von Rennenkampf. Za statečnost pod palbou letadel získala medaili Sv. Jiří. V roce 1915, po stažení se Ruska z východního Pruska, převzala Marie nemocnici ve městě Pskov, kde pracovala jako zdravotní sestra. Dva a půl roku ošetřovala a obvazovala zraněné vojáky a důstojníky, dokonce sama prováděla jednoduché operace.
Během války se vztah s její tetou zlepšil a Marie jí pravidelně navštěvovala v klášteře, který Alžběta sama založila. Marie Pavlovna byla v Pskově, když se dozvěděla, že se Dmitrij 17. prosince 1916 podílel na vraždě Grigorije Rasputina a byla z toho ohromená. „Poprvé v mém životě,“ napsala, „se mi můj bratr jevil jako jednotlivec stojící stranou ode mě a z tohoto pocitu nezvyklého odcizení jsem se třásla.“ Marie podepsala dopis spolu s dalšími členy carské rodiny, v němž Mikuláše II. prosili, aby zvrátil své rozhodnutí vyhnat Dmitrije na perskou frontu.
O dva měsíce později došlo k únorové revoluci a car Mikuláš II., Mariin bratranec, abdikoval. Marie opustila Pskov a odešla do Petrohradu, kde se připojila k otci a jeho rodině v Carském Selu. Na začátku války byla Marie znovu seznámena s knížetem Sergejem Michajlovičem Puťjatinem (1893–1966), synem palácového velitele Carského Sela, carovy venkovské residence. Znali se už jako děti a na jaře 1917 si začali šťastný románek. V létě se zasnoubili a poprvé zamilovaná Marie Pavlovna se za Puťjatina provdala 19. září 1917 v paláci Pavlovsk. Pár trávil rané měsíce manželského života v Petrohradě, nejdříve v Dmitrijově paláci. Když byl palác prodán, přestěhovali se Sergejovými rodiči do malého bytu.

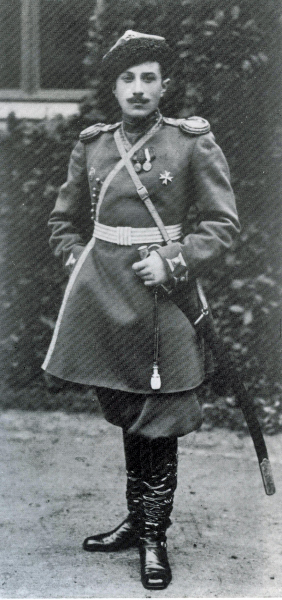
Kníže Sergej Michajlovič Puťjatin, druhý manžel velkokněžny Marie Pavlovny. 1914

Úspěch bolševického převratu překvapil Marii a jejího manžela v Moskvě, kam odcestovali, aby odebrali některé Mariiny šperky ze státní banky. Do Petrohradu se vrátili živí, ale bez šperků. Později Sergejovi rodiče získali Mariiny diamanty. V létě 1918 se pár přestěhoval do domku v Carském Selu do blízkosti velkoknížete Pavla, který byl v domácím vězení. Tam velkokněžna pečovala o zeleninovou zahradu a chovala kozu. 8. července 1918 porodila syna:
- Roman Sergejevič Puťjatin (8. července 1918 – 29. července 1919)

V den Romanova křtu, 18. července 1918, byli Mariin nevlastní bratr Vladimir Paley a teta Alžběta zavražděni Bolševiky. Vzhledem k tomu, že se v Rusku za bolševického režimu situace Romanovců rychle zhoršovala, rozhodla se Marie Pavlovna odejít do exilu a nechat své dítě v péči manželovy rodiny.
S manželem a švagrem Alexandrem Puťjatinem Marie opustila Carské Selo na konci července. Bez cestovních dokumentů a s obavami, že je na jakékoli zastávce zatknou, cestovala Marie s manželem a švagrem vlakem po dva dny a noci. 4. srpna dorazili do města Orša, kde se připojili k dalším uprchlíkům v podobné situaci. Z vlakového nádraží šli rovnou na hranice s Německem okupovanou Ukrajinou. Uvnitř mýdla schovala Marie švédský dokument, který ji identifikoval jako bývalou královskou princeznu této země. To jí umožnilo vstoupit na Ukrajinu. Odtud pokračovali do Kyjeva, kde následovala nová dobrodružství. V listopadu se uprchlíci vydali na cestu do Oděsy. Když dorazili do Kišiněva v Moldávii, obdrželi pozvání od Mariiny sestřenice, královny Marie Rumunské, která využila Josepha W. Boylea, aby je vypátral a přivedl do bezpečí. Chřipkou nemocná velkokněžna přijela do Rumunska a začala svůj život v exilu.

## Exil

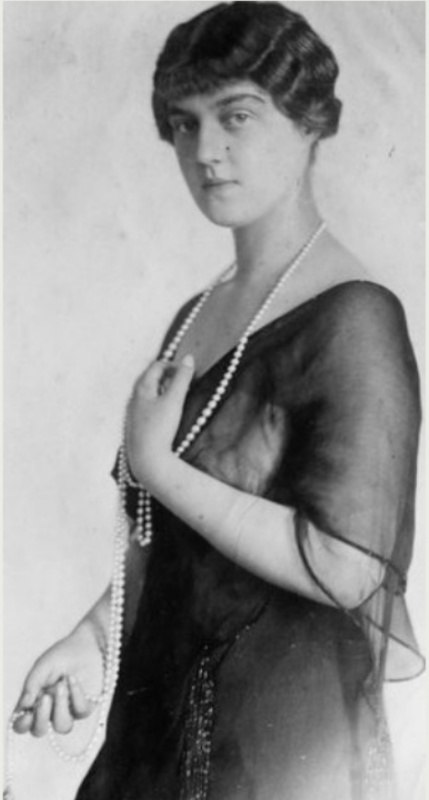
Velkokněžna Marie Pavlovna v exilu. 20. léta 20. století

V prosinci 1918 dorazila Marie s manželem do Bukurešti a ubytovala se v místní hotelu. V lednu 1919 dostali jako hosté rumunské královny soukromé komnaty v paláci Cotroceni. Pak se k nim dostaly tragické novinky z Ruska. Následující měsíc Marie zjistila, že byl její otec a tři jeho bratranci zavražděn bolševiky. O několik týdnů později pár obdržel informace, že v létě 1918 byla zavražděna Mariina teta Alžběta s nevlastním bratrem Vladimirem a několika dalšími romanovskými příbuznými. Car Mikuláš II. byl se svou nejbližší rodinou zavražděn o den dříve.
Do Bukurešti přijeli Sergejovi rodiče s malým Romanem, ale jakmile získali vízum, odjeli Marie a Sergej do Francie, aby pro sebe našli dům v Passy. Poprvé ve svém životě byla velkokněžna Marie Pavlovna nucena čelit každodenním problémům. „Nikdy předtím jsem u sebe neměla hotovost ani nevystavovala šek. Znala jsem přibližnou cenu šperků a šatů, ale neměla jsem představu, kolik stojí chléb, maso a mléko“, vzpomínala Marie ve svých pamětech. První roky v exilu financovala prodejem svých šperků, které pašovala do Švédska před útěkem z Ruska. V Paříži v roce 1919 velkokněžna obdržela od manželových rodičů dopis, z něhož zjistila, že její roční syn Roman v červenci zemřel na střevní obtíže. Její pocit viny, že ho opustila, jí zabránil říct svým přátelům o existenci dítěte.
Marie Pavlovna se v Londýně znovu setkala se svým bratrem Dmitrijem. Pronajala si s manželem malý byt v bratrově blízkosti, ale vztahy mezi Dmitrijem a Puťjatinem se brzy zhoršily. S odhodláním najít zaměstnání, které by jí umožnilo vydělávat na živobytí, začala Marie plést svetry a šaty a prodávat je londýnskému obchodu.
Na jaře 1920 se Marie vrátila do Francie, aby se setkala se svou nevlastní matkou Olgou Palejovou a dvěma nevlastními sestrami. Nakonec se rozhodla v hlavním francouzském městě zůstat, aby jim mohla být nablízku. Bratr Dmitrij ji do Paříže následoval. Od roku 1921 věnovala hodně času ruskému červenému kříži a filantropické práci. Protože Marii chyběl její syn Lennart, který žil ve Švédsku, rozhodli se s ním Marie s Dmitrijem na začátku léta 1921 setkat v Kodani. Lennartovi bylo dvanáct let a byl vyšší, než jeho matka. O dva roky později se znovu setkali při krátkých prázdninách v Německu. Znovu se pak viděli na podzim 1927 v Bruselu, když bylo Lennartovi osmnáct let. Princ vždy choval k matce, která ho opustila, odpor a jejich vztah zůstal napjatý.
V Paříži si velkokněžna Marie otevřela kvalitní vyšívací a šicí textilní obchod s názvem Kitmir. Přes svého bratra se na podzim 1921 setkala s Coco Chanel. Chanel se stala její hlavní patronkou nakupující v Kitmiru výšivky pro svůj módní dům. Kitmir měl po určitou dobu úspěch v pařížském módním průmyslu. Velkokněžně pomáhala její tchyně, kněžna Sofija Puťjatinová, a zaměstnávala také ruské uprchlíky, aby jim pomohla. Kitmir však sužovaly organizačními problémy, které vyčerpaly Mariiny peníze z prodeje jejích klenotů a těžce ji zadlužily. Zatímco Marie věnovala veškerou svou energii práci, její manžel trávil čas ve společnosti ruských důstojníků a plýtváním peněz. Rozčarovaná svým manželem se s ním v roce 1923 rozvedla „kvůli zásadnímu rozdílu v přístupu“, přesto však Puťjatinovi a jeho příbuzným nadále poskytovala finanční pomoc.
Po rozvodu Marie pokračovala v práci v Paříži, přestěhovala se však do Boulogne na jihozápadním předměstí Paříže, kde se usadilo mnoho Rusů. Začala si románek se známým módním návrhářem Jeanem Patouem, který byl o deset let starší než ona a měl velké jmění. Žili ve velkém luxusu, společně se objevovali na pařížských společenských akcích a trávili čas v Biarritz, Deauville a na francouzské Riviéře. Zvěsti o jejich možném sňatku se rozšířily v roce 1925, ale Patou, nenapravitelný starý mládenec, se zdráhal změnit svůj životní styl. V roce 1926 začalo podnikání Kitmiru upadat. V roce 1928, protože výšivka začala vycházet z módy, Marie svou dílnu prodala. Poté, co utrpěla porážku, se však nevzdala a na jaře 1928 se přestěhovala do Londýna, kde začala prodávat svůj vlastní parfém, Prince Igor, čímž šla ve stopách Chanel No. 5 a Patouova parfému Joy. Selhání v reklamě a distribuci způsobilo, že Prince Igor nebyl úspěšný. Velkokněžnu však nic neodradilo, a tak emigrovala do Spojených států v naději na nový začátek. 8. prosince 1928 z Le Havre odplula do Ameriky.

## Ve Spojených státech
Příjezd velkokněžny Marie Pavlovny do New Yorku přivítal tisk s velkým nadšením a zvědavostí. Byla hodně fotografována a dávala rozhovory. V doprovodu amerického přítele odjela do Kalifornie a tam strávila tři týdny na ranči. V lednu 1929, zatímco se zotavovala ze zranění kotníku, začala pracovat na svých pamětech, které poté psala mnoho let. Poslala rukopis řadě vydavatelů a dne 18. dubna 1929 byl přijat ke zveřejnění.
V květnu 1929 začala velkokněžna Marie Pavlovna v New Yorku pracovat pro obchodní dům Bergdorf Goodman. Působila jako konzultantka obstarávající módní oblečení z Francie. Poté se vrátila do Paříže; prodala svůj dům v Boulogne; rozloučila se s nevlastní matkou a sestrami a v srpnu 1929 odplula z Marseille zpět do Spojených států.
Zpět do New Yorku přijela se třemi stovkami dolarů, přenosným psacím strojem a ruskou kytarou. Připravila své paměti na zveřejnění a přednášela na univerzitách. Společnost The Hearst Corporation jí nabídla psaní módních článků a recenzí. Její kniha pamětí byla přeložena z ruštiny do angličtiny a vydána ve dvou svazcích: první pod názvem The Education of a Princess a druhý pod názvem A Princess in Exile. Vyšly v roce 1930 a 1932. Oba svazky se staly bestsellery ve Spojených státech i Evropě, kde byly přeloženy do francouzštiny a španělštiny. Úspěch jejích knih zlepšil Mariinu finanční situaci. Také se stala oblíbenou postavou v okruhu přednášek. Vydělávala dobře, ale také svobodně utrácela.
Velkokněžna Marie Pavlovna se vždy zajímala o fotografii a v roce 1935 ji společnost Hearst poslala do Německa jako fotoreportérku. Součástí její práce bylo fotografovat na luxusních plavbách mezi Evropou a New Yorkem a informovat o událostech společnosti první třídy. Zatímco žila v New Yorku, sbírala Marie ruské knihy a obklopila se skupinou přátel, která zahrnovala její nevlastní sestru Natálii Pavlovnu Palejovou, fotografa Horsta P. Horsta, Valentinu Saninu, zakladatelku módního domu Valentina, a Valentinina manžela George Schlee.
V roce 1937 navštívila Marie svého syna Lennarta a jeho rodinu v Mainau. Spojil je jejich společný zájem o fotografii a to, že Marie vycházela se synovou manželkou, i když byla zklamaná, že se její syn vzdal královského postavení, aby se v roce 1932 mohl oženit se ženou z lidu. Marie Pavlovna, která měla jen málo mateřského citu, se o své dvě vnučky, Birgittu a Marii Luisu, nezajímala. Požádala Lennarta, aby jí oslovoval jejím jménem, protože se cítila trapně, že už má tak dospělého syna. Díky Lennartovi zařídil švédský král, který s Marií Pavlovnou vždy sympatizoval, aby dostala švédský diplomatický pas, který nahradil její starý Nansenův pas. Nový pas jí poskytl širší svobodu pohybu.
V tomto období se její články často objevovaly v různých publikacích včetně časopisu Vogue. V obchodním domě Bergdorf Goodman vytvořila kolekci klobouků. 15. května 1939 byla živě slyšet v rádiu během vysílání rozhlasového divadla Lux ve hře Tovarich.
V roce 1941 vstoupily Spojené státy do druhé světové války jako spojenci Sovětského svazu. Americké přátelské spojenectví s komunistickou zemí odmítala. Po dvanácti letech života ve Spojených státech se přestěhovala do Argentiny se záměrem se svou přítelkyní, hraběnkou Elisabeth de Brunière rozenou Saroukhanoff, ruskou emigrantkou, která pracovala v Buenos Aires pro Elizabeth Arden, vytvořit řadu kosmetiky.

## Poslední roky života

V Argentině si Marie Pavlovna pronajala malý dům se zahradou v sousedství Buenos Aires a věnovala svůj volný čas malbě, dokonce se jí i podařilo prodat několik svých děl. Argentinské noviny zveřejnily její články o interiérovém designu, módě a umění. Její kosmetická řada se nerozběhla, ale Marie Pavlovna v jižní Americe zůstala. V Buenos Aires byla velká komunita ruských emigrantů a Marie se blízce spřátelila s rodinou knížete Meščerského, knížetem Michalem Alexandrovičem Gorčakovem a jeho manželkou Olgou, rozenou Orlov-Davidovovou. O víkendech Marie jezdila do „Los Leones“, obrovského pozemku, který vlastnil kníže Karel von Auersperg a jeho manželka, arcivévodkyně Alžběta Habsburská. V roce 1942 obdržela zprávu, že její bratr Dmitrij zemřel ve švýcarském městě Davos. Nad jeho smrtí velmi truchlila. Byl jediným člověkem, kterého kdy skutečně milovala.
V roce 1947 přijel z Německa její syn Lennart na obchodní návštěvu, která trvala několik měsíců. Tehdy se poprvé skutečně poznali. Marie řekla Lennartovi, že se celý život cítila osamělá kvůli svému dětství. Většinu své dospělosti trávila hledáním lásky, milostnými vztahy a bylo těžké zaplnit prázdná místa uvnitř sama sebe. O dva roky později se Marie Pavlovna vrátila do Evropy, kde se, v domě svého syna v německém Mainau, znovu po mnoha letech setkala se svým prvním manželem, princem Vilémem Švédským. Tentokrát se rozloučili jako dobří přátelé.
Během 50. let pobývala Marie se svými přáteli nebo se nečekaně objevovala v Mainau, v domě svého syna Lennarta, s kamerou, stojanem a barvami. Velkokněžna Marie Pavlovna Ruská zemřela 13. prosince 1958 ve věku šedesáti osmi let v západoněmecké Kostnici na zápal plic. Pohřbena je v bočním oltáři palácového kostela v Mainau vedle svého bratra Dmitrije.

## Vývod z předků
|                      |                                |  |                                                               |                                   |  |  |  |  |  |  |  | Pavel I. Ruský |
|                      |                                |  |                                                               |                                   |  |  |  |  |  |  |  |                |
|                      | Mikuláš I. Pavlovič            |  |                                                               |                                   |  |  |  |  |  |  |  |                |
|                      |                                |  |                                                               |                                   |  |  |  |  |  |  |  |                |
|                      |                                |  |                                                               | Žofie Dorota Württemberská        |  |  |  |  |  |  |  |                |
|                      |                                |  |                                                               |                                   |  |  |  |  |  |  |  |                |
|                      | Alexandr II. Nikolajevič       |  |                                                               |                                   |  |  |  |  |  |  |  |                |
|                      |                                |  |                                                               |                                   |  |  |  |  |  |  |  |                |
|                      |                                |  |                                                               | Fridrich Vilém III.               |  |  |  |  |  |  |  |                |
|                      |                                |  |                                                               |                                   |  |  |  |  |  |  |  |                |
|                      | Šarlota Pruská                 |  |                                                               |                                   |  |  |  |  |  |  |  |                |
|                      |                                |  |                                                               |                                   |  |  |  |  |  |  |  |                |
|                      |                                |  |                                                               | Luisa Meklenbursko-Střelická      |  |  |  |  |  |  |  |                |
|                      |                                |  |                                                               |                                   |  |  |  |  |  |  |  |                |
|                      | Pavel Alexandrovič             |  |                                                               |                                   |  |  |  |  |  |  |  |                |
|                      |                                |  |                                                               |                                   |  |  |  |  |  |  |  |                |
|                      |                                |  |                                                               | Ludvík I. Hesenský                |  |  |  |  |  |  |  |                |
|                      |                                |  |                                                               |                                   |  |  |  |  |  |  |  |                |
|                      | Ludvík II. Hesenský            |  |                                                               |                                   |  |  |  |  |  |  |  |                |
|                      |                                |  |                                                               |                                   |  |  |  |  |  |  |  |                |
|                      |                                |  |                                                               | Luisa Hesensko-Darmstadtská       |  |  |  |  |  |  |  |                |
|                      |                                |  |                                                               |                                   |  |  |  |  |  |  |  |                |
|                      | Marie Alexandrovna             |  |                                                               |                                   |  |  |  |  |  |  |  |                |
|                      |                                |  |                                                               |                                   |  |  |  |  |  |  |  |                |
|                      |                                |  |                                                               | Karel Ludvík Bádenský             |  |  |  |  |  |  |  |                |
|                      |                                |  |                                                               |                                   |  |  |  |  |  |  |  |                |
|                      | Vilemína Luisa Bádenská        |  |                                                               |                                   |  |  |  |  |  |  |  |                |
|                      |                                |  |                                                               |                                   |  |  |  |  |  |  |  |                |
|                      |                                |  |                                                               | Amálie Hesensko-Darmstadtská      |  |  |  |  |  |  |  |                |
|                      |                                |  |                                                               |                                   |  |  |  |  |  |  |  |                |
| Marie Pavlovna Ruská |                                |  |                                                               |                                   |  |  |  |  |  |  |  |                |
|                      |                                |  |                                                               |                                   |  |  |  |  |  |  |  |                |
|                      |                                |  | Fridrich Vilém Šlesvicko-Holštýnsko-Sonderbursko-Glücksburský |                                   |  |  |  |  |  |  |  |                |
|                      |                                |  |                                                               |                                   |  |  |  |  |  |  |  |                |
|                      | Kristián IX.                   |  |                                                               |                                   |  |  |  |  |  |  |  |                |
|                      |                                |  |                                                               |                                   |  |  |  |  |  |  |  |                |
|                      |                                |  |                                                               | Luisa Karolina Hesensko-Kasselská |  |  |  |  |  |  |  |                |
|                      |                                |  |                                                               |                                   |  |  |  |  |  |  |  |                |
|                      | Jiří I. Řecký                  |  |                                                               |                                   |  |  |  |  |  |  |  |                |
|                      |                                |  |                                                               |                                   |  |  |  |  |  |  |  |                |
|                      |                                |  |                                                               | Vilém Hesensko-Kasselský          |  |  |  |  |  |  |  |                |
|                      |                                |  |                                                               |                                   |  |  |  |  |  |  |  |                |
|                      | Luisa Hesensko-Kasselská       |  |                                                               |                                   |  |  |  |  |  |  |  |                |
|                      |                                |  |                                                               |                                   |  |  |  |  |  |  |  |                |
|                      |                                |  |                                                               | Luisa Šarlota Dánská              |  |  |  |  |  |  |  |                |
|                      |                                |  |                                                               |                                   |  |  |  |  |  |  |  |                |
|                      | Alexandra Řecká a Dánská       |  |                                                               |                                   |  |  |  |  |  |  |  |                |
|                      |                                |  |                                                               |                                   |  |  |  |  |  |  |  |                |
|                      |                                |  |                                                               | Mikuláš I. Pavlovič               |  |  |  |  |  |  |  |                |
|                      |                                |  |                                                               |                                   |  |  |  |  |  |  |  |                |
|                      | Konstantin Nikolajevič Ruský   |  |                                                               |                                   |  |  |  |  |  |  |  |                |
|                      |                                |  |                                                               |                                   |  |  |  |  |  |  |  |                |
|                      |                                |  |                                                               | Šarlota Pruská                    |  |  |  |  |  |  |  |                |
|                      |                                |  |                                                               |                                   |  |  |  |  |  |  |  |                |
|                      | Olga Konstantinovna Romanovová |  |                                                               |                                   |  |  |  |  |  |  |  |                |
|                      |                                |  |                                                               |                                   |  |  |  |  |  |  |  |                |
|                      |                                |  |                                                               | Josef Sasko-Altenburský           |  |  |  |  |  |  |  |                |
|                      |                                |  |                                                               |                                   |  |  |  |  |  |  |  |                |
|                      | Alexandra Sasko-Altenburská    |  |                                                               |                                   |  |  |  |  |  |  |  |                |
|                      |                                |  |                                                               |                                   |  |  |  |  |  |  |  |                |
|                      |                                |  |                                                               | Amálie Württemberská              |  |  |  |  |  |  |  |                |
|                      |                                |  |                                                               |                                   |  |  |  |  |  |  |  |                |